# Enzo Melandri
Enzo Melandri (Genova, 14 aprile 1926 – Faenza, 25 maggio 1993) è stato un filosofo italiano.

## Biografia
Laureatosi nel 1958 all'Università di Bologna, fu lettore di italiano sino al 1961 presso l'Università di Kiel in Germania. Insegnò filosofia in diversi atenei italiani (Lecce, Trieste e Bologna) tra il 1962 ed il 1993, anno della sua scomparsa.
Parallelamente all'attività universitaria, collaborò a lungo – fin dalla fine degli anni cinquanta – con la casa editrice Il Mulino e alla rivista omonima, per le quali svolse attività di consulenza, con traduzioni e curatele di alcuni volumi, pubblicando con essa alcuni dei suoi lavori più significativi. I suoi volumi più importanti vertono sulla fenomenologia di Husserl, sul concetto di analogia e sul principio di simmetria. Tra le sue curatele, anche presso altre case editrici (Cappelli, Faenza, Laterza, Ponte alle Grazie, Giuffrè, Pitagora ecc.), ci sono studi che vanno dalla scienza politica di Gerhard Ritter e di Jürgen Habermas, alla fenomenologia di Alfred Schütz, dalla logica di Irving Marmer Copi e dalla filosofia del linguaggio di Ernst Hoffmann o dai paradossi di Bernard Bolzano (e poi la storia della logica di Heinrich Scholz), agli studi di metodologia scientifica di Arthur Pap, a quelli di psicologia della percezione di Alexius Meinong o di Christian von Ehrenfels, e dall'estetica di Eduard Trier alla «metaforologia» di Hans Blumenberg ecc.
Nel 1979 istituì un gruppo interdisciplinare di studi su Gottfried Leibniz, in seguito affiliato col nome di «Sodalitas Leibnitiana» alla Leibniz-Gesellschaft di Hannover. Ha anche collaborato attivamente, negli anni ottanta, alle attività del «Centro di studi per la filosofia mitteleuropea» (con sede a Trento); partecipando nel 1982 alla realizzazione di «Topoi», rivista internazionale di filosofia. Sempre in quegli anni diede vita agli «Annali dell'Istituto di discipline filosofiche dell'Università di Bologna», poi trasformatisi – a partire dal 1991 – nella rivista semestrale «Discipline filosofiche», ancora attiva e di cui fu il primo direttore.
Tra i suoi testi, spicca per centralità di pensiero La linea e il circolo, definito da Giorgio Agamben "un capolavoro della filosofia europea del Novecento".

## Pensiero e metodo
Il filo conduttore di tutta la riflessione di Melandri è il rapporto tra pensiero logico e pensiero analogico. Mentre il primo tende a svilupparsi mediante un concetto d'identità elementare, legato alla "discontinuità" del principio di non contraddizione, il secondo si fonda invece sul principio di continuità, legato alla figura oppositiva della contrarietà, che ammette una transizione tra gli opposti. Ora, queste due forme di pensiero non sono affatto inconciliabili, ma complementari, in quanto fondate non su strutture assiomatiche, ma su una diversa direzione costitutiva dell'esperienza. Questa diversità prospettica si realizza, secondo Melandri, nella fenomenologia husserliana, di cui egli tende a evidenziare l'«empirismo radicale» connesso alle strutture costitutivo-trascendentali della soggettività e ben distinto, dunque, da quell'idealismo entro cui troppo spesso si è voluto rubricare l'atteggiamento fenomenologico.
 In ultima istanza – congiungendo istanze aristoteliche e husserliane – Melandri assume una concezione dell'essere fondamentalmente equivoca, nell'ambito della quale l'intenzionalità si presenta, al tempo stesso, come principio formale logico e funtore operativo analogico. Inoltre, Melandri espone questi contenuti filosofici attraverso un metodo d'indagine e d'insegnamento del tutto particolare, che viene così descritto da uno dei suoi allievi, Stefano Besoli, docente di Filosofia teoretica all'Università di Bologna: «A lezione, si può dire che Melandri non parlasse, ma pensasse ad alta voce [...] dando l'illusione, quantomai benefica ed essenzialmente terapeutica, di pensare insieme con lui. Si aveva l'impressione di assistere, dunque, a un pensiero in corso d'opera, e più propriamente ciò che accadeva era un'esperienza di pensiero condivisa, giacché la condivisione era appunto la condizione stessa della buona riuscita di tale esperienza».

## Opere
- I paradossi dell'infinito nell'orizzonte fenomenologico (1960); poi come introduzione a Bernard Bolzano, I paradossi dell'infinito, Cappelli, Bologna, 1979
- Logica ed esperienza in Husserl (1960)
- La scienza moderna come criterio storiografico (1962)
- Alcune note in margine all'«Organon» aristotelico (1965)
- Considerazioni critiche sui «syncategorematica» (1966), in "Lingua e stile", I, 2, pp. 207–15
- Voci Esistenzialismo, Logica e Logistica nell'enciclopedia Filosofia, a cura di Giulio Preti, Feltrinelli, Milano, 1966
- Kurt Lewin: la psicologia come scienza galileiana (1967), poi in Sette variazioni in tema di psicologia e scienze sociali (1984)
- "Michel Foucault: l'epistemologia delle scienze umane", in «Lingua e stile», II, 1 (1967) pp. 75-96;
- E logicamente corretto l'uso dell'analogia nel diritto? (1968)
- "Zoon Politikon. Bolk e l'antropogenesi", in «Che Fare», 3 (1968); 
  - consultabile qui: http://www.libercensor.net/contenuti/enzo-melandri-bolk-e-l-antropogenesi
  - consultabile qui: http://www.nilalienum.it/Sezioni/Bibliografia/Scienze/MelBolk.html
- La linea e il circolo. Studio logico-filosofico sull'analogia, Bologna: il Mulino 1968
  - rist. Macerata: Quodlibet 2004 (prefazione di Giorgio Agamben, appendice di Stefano Besoli e Roberto Brigati, bibliografia a cura di Salvatore Limongi)
- Nota in margine all'«episteme» di Foucault» (1970), in "Lingua e stile", V, 1, pp. 145-56
- La realtà e l'immagine: introduzione (in Hans Barth, Verità e ideologia) (1971)
- Sulla crisi attuale della filosofia (1972), in "Il Mulino", XXI, 223, pp. 877-89
- Pour une analyse des langages mixtes, in "Versus", gennaio-aprile 1973, pp. 57-77
- L'analogia, la proporzione, la simmetria, Isedi, Milano 1974
- I generi letterari e la loro origine (1980), in "Lingua e stile", XV, 3, pp. 391-431, ora Quodlibet, Macerata, 2014.
- L'inconscio e la dialettica, Bologna: Cappelli 1983;
  - rist. come "Sigmund Freud: L'inconscio e la dialettica", in Id.,Sette variazioni in tema di psicologia e scienze sociali, Bologna: Pitagora 1984, pp. 299-324;
  - rist. L'inconscio e la dialettica, Macerata: Quodlibet 2018.
- “Karl Bühler. La crisi della psicologia come introduzione a una nuova teoria linguistica”, in Riccardo Morello (cur.), Anima ed esattezza. Letteratura e scienza nella cultura austriaca tra '800 e '900, Marietti: Casale Monferrato 1983, pp. 166-184.
  - rist. in Id., Sette variazioni in tema di psicologia e scienze sociali, Bologna: Pitagora 1984, pp. 251-69
- Sette variazioni in tema di psicologia e scienze sociali, Pitagora, Bologna 1984.
- Appendice. Matematica e logica in psicologia. Applicazione propria (determinante) o impropria (analogico-riflettente), in Id., Sette variazioni in tema di psicologia e scienze sociali, Pitagora, Bologna 1984, pp. 39-47;
  - rist. in Id., L'inconscio e la dialettica, Macerata: Quodlibet 2018, pp. 59-74.
- "Per una filologia del sublime", in "Studi di estetica", XII, I-II, 4-5 (1984), pp. 93-111.
- La novità degli ultimi tremila anni (1984), in "Il Mulino", XXXIII, 296, pp. 968-81.
- "Faenza" (1984), in Id. e Marisa Vescovo, L’oblio affligge la memoria, consultabile qui: http://www.sergiomonari.it/apparati-critici/1984-loblio-affligge-la-memoria/
- La comunicazione e la retorica (1987)
- Contro il simbolico. Dieci lezioni di filosofia (1989), Quodlibet, Macerata, 2007 (postfazione di Luca Guidetti)
- Sul concetto di descrizione nella psicologia fenomenologica, in "Intersezioni", IX, 2, 1989, pp. 285-303
- Su quel che è dato, in «Il Verri», 1, 1990, pp. 85-99.
- La disputa sulla fondazione del calcolo: recenti studi, in «Giornale di fisica», XXI (1-2) 1990, pp. 141-9.
- Le «Ricerche logiche» di Husserl: introduzione e commento alla prima ricerca (1990), Il Mulino, Bologna, 1990
- "Su quel che c'è, e quel che immaginiamo che ci sia (o della principale equivocazione del termine 'rappresentazione')", in «Discipline filosofiche», I, 1 (1991), pp. 121-36;
  - consultabile qui: https://www.carmillaonline.com/2012/09/14/su-quel-che-c-e-quel-che-ci-immaginiamo-che-ci-sia-2/
- "Il problema della comunicazione", in «Paradigmi», IX, 26 (1991), pp. 247-60.
- "Tempo e temporalità nell'orizzonte fenomenologico", in «Discipline filosofiche», I, 2 (1991), pp. 255–88.
- "La crisi dei grandi sistemi e l'avvento della filosofia esistenziale" (1991), in M. Ariati e I. Negrini, Questo nostro tempo. Studi e riflessioni sull'evolversi della nostra epoca, Bologna: I martedì 1997, pp. 123–39
- "Filosofia come critica della conoscenza e impegno interdisciplinare" (1979), in "Tratti", XV, 50 (1999), pp. 92–109.